# Ancien Régime
Pour un article plus général, voir Royaume de France.
1589 ou 1610 – 4 septembre 1791
(202 ans)
Entités suivantes :
- Royaume de France (Monarchie constitutionnelle)

Expansion territoriale française sous l'Ancien Régime, de Henri II à la Révolution.

Ancien Régime est le terme employé par l'historiographie française pour désigner la période de l'histoire de France qui correspond au règne de la maison de Bourbon, de l'accession au trône d'Henri IV en 1589 jusqu'à la Révolution française en 1789. Ce terme, popularisé par Alexis de Tocqueville dans son ouvrage L'Ancien Régime et la Révolution (1856), puis adopté par les historiens du XIXe siècle, désigne à la fois l'ordre juridique et social qui régissait la France jusqu'à l'été 1789 et la monarchie administrative moderne instaurée par les rois Bourbon, qui affaiblirent les pouvoirs féodaux traditionnels.
La notion d'« ancien » s'oppose au « nouveau » régime instauré par la Révolution française en 1789 et 1790. Toutefois, contrairement à une idée répandue, l'expression ne couvre pas la totalité de l'histoire de la monarchie française. Pour les périodes antérieures, on préfère les termes de « régime féodal » ou « monarchie féodale ».
Cette période coïncide largement avec ce que les historiens français appellent l'« époque moderne » ou « temps modernes », période qui débute généralement à la fin du Moyen Âge, avec des dates clés comme la chute de Constantinople en 1453 ou la découverte des Amériques par Christophe Colomb en 1492.
En Suisse, l'Ancien Régime désigne la période allant de la conquête du pays de Vaud par Berne en 1536 jusqu'à l'invasion française de 1798 et l'établissement de la République helvétique.

## Significations usuelles

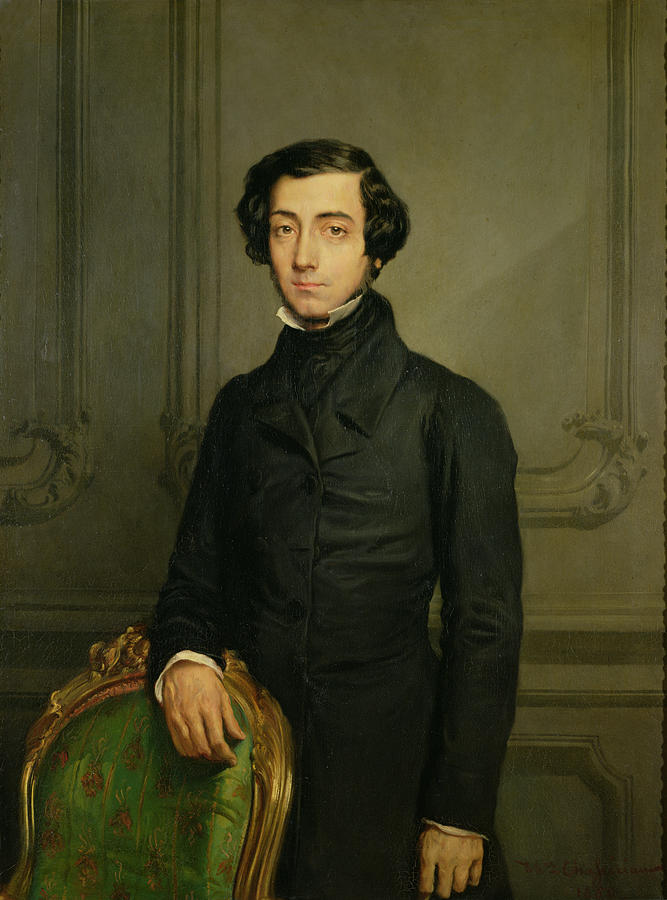
Alexis de Tocqueville (Théodore Chassériau - Versailles)

« Ancien Régime » est l'expression créée par les révolutionnaires de 1789 pour désigner le régime politique et social qu'ils ont détruit.
Le terme « régime » fait ici allusion au régime politique, c'est-à-dire aux institutions de l'État, au type de gouvernement (dans ce cas, à la monarchie). D'une certaine manière, c'est également de monarchie qu'il s'agira quand, après la Révolution et l'Empire, interviendra la Restauration.
L'expression est inventée par le marquis César Henri de La Luzerne en 1787 pour les États-Unis. Elle fut ensuite utilisée pour la France d'après 1789 et, c'est Alexis de Tocqueville qui contribue à fixer son contenu dans un essai intitulé précisément L'Ancien Régime et la Révolution (1856).
Il y tente une description de la monarchie absolue, qu'il oppose notamment à la société médiévale. La formule « La Révolution française a baptisé ce qu'elle a aboli » de François Furet souligne le fait que l'expression porte en elle une vision rétrospective de la période qu'elle nomme. Cette vision structurera durablement la manière d'envisager l'absolutisme français au XIXe et au XXe siècle. Elle sera discutée notamment par l'historien François Furet.
L'historien américain Arno Mayer, pour sa part, insistera sur la « persistance de l'Ancien Régime » dans un essai éponyme. Il estime en effet que, pour l'Europe entière, le XIXe siècle et les premières années du XXe siècle s'inscrivent dans la continuité de l'Ancien Régime. Il relève les indices de cette continuité à la fois dans les domaines politiques et dans les domaines économiques.
L'historien économiste Ernest Labrousse pourra parler d'« ancien régime économique » pour désigner les structures économiques qui prévalaient en France sous la monarchie absolue.